# Armadillidium album
Espèce
Armadillidium album est une espèce de cloportes de la famille des Armadillidiidae. Elle vit dans le sable des zones littorales.

## Systématique
Le nom valide complet (avec auteur) de ce taxon est Armadillidium album Dollfus, 1887.
Armadillidium album a pour synonymes :
- Haloarmadillidium dudichi Arcangeli, 1929
- Holoarmadillium dudichi Arcangeli, 1929